# Чико (Калифорния)
Чи́ко (англ. Chico) — город в округе Бьютт, в штате Калифорния, США. «Прозвищами» города являются «город деревьев» и «город роз», последнее отражено на официальной печати Чико. В городе расположен один из старейших кампусов Университета штата Калифорния.

## История
Чико был основан в 1860 году Джоном Бидуэллом, статус города получил 8 января 1872 года. Начиная с 1870-х годов Чико стал одним из крупнейших центров китайской эмиграции в Калифорнии.

## География
Город расположен на северо-восточной оконечности долины Сакраменто — одного из наиболее плодородных сельскохозяйственных районов США. В нескольких км к востоку от Чико возвышаются горы Сьерра-Невада, а в 8 км к западу от города протекает река Сакраменто. Территория города главным образом плоская с небольшими холмами близ восточной оконечности. В границах города протекают 2 малые реки, впадающие в реку Сакраменто: Биг-Чико-Крик и Литл-Чико-Крик. Центр города расположен между этими двумя речками. В границах города находится крупный муниципальный парк Бидуэлл (15 км²), который является третьим крупнейшим муниципальным парком в Калифорнии и одним из крупнейших в США.
Площадь Чико составляет 85,716 км².

## Население
Население города по данным на 2010 год — 86 187 человек, что делает его крупнейшим населённым пунктом округа. Плотность населения — более 1000 чел/км². Расовый состав: белые (80,8 %); афроамериканцы (2,1 %); коренные американцы (1,4 %); азиаты (4,2 %); жители островов Тихого океана (0,2 %); представители других рас (6,3 %) и представители двух и более рас (5,0 %). Латиноамериканцы всех рас составляют 15,4 % населения Чико.
19,5 % населения города — лица в возрасте младше 18 лет; 23,9 % — от 18 до 24 лет; 25,9 % — от 25 до 44 лет; 20,0 % — от 45 до 64 лет и 10,6 % — 65 лет и старше. Средний возраст населения — 28,6 лет. На каждые 100 женщин приходится 98,2 мужчин. На каждые 100 женщин в возрасте старше 18 лет — 96,8 мужчин.
Динамика численности населения города по годам:
| 1950   | 1960   | 1970   | 1980   | 1990   | 2000   | 2010   |
| ------ | ------ | ------ | ------ | ------ | ------ | ------ |
| 12 272 | 14 757 | 19 580 | 26 716 | 40 079 | 60 516 | 86 187 |

## Транспорт
В 6 км к северу от центра города расположен Муниципальный аэропорт Чико. Имеется железнодорожное сообщение. В Чико пересекаются шоссе штата (State Route) № 99 и № 32.

## Города-побратимы
- Паскагула, США (с 2005 года)[4]
- Даньшуй[англ.], Новый Тайбэй, Тайвань (1985)[5]